# Mommotti
Nella tradizione sarda, mommotti, noto anche come bobbotti, mommoti, momotti, rappresenta una figura immaginaria utilizzata per spaventare i bambini.
Talvolta viene associato all'uomo nero, oppure a un orco cattivo con il compito di portare via i bambini che non si comportano bene. 
Viene solitamente descritto come un uomo vestito con un lungo mantello nero con cappuccio che cela gli occhi. Utilizza un nodoso bastone e porta un paio di scarponi neri e malconci. Ha una folta barba e se si riesce a vederlo senza cappuccio il suo sguardo è terrificante. Passa di casa in casa ascoltando se qualche bambino fa i capricci. In alcune zone della Sardegna viene associato al diavolo. 
L'origine del nome potrebbe derivare da Mamuthones, una delle spaventose maschere nere tradizionali dell'isola di Sardegna e la cui tradizione ha origine incerta. Tra le varianti di questa parola esistono Mumutzones, Mamutzones, Su Maimulu o Maimones, maschere medievali e simili a quelle di Mamoiada. Secondo lo studioso Raffaele Ballore, tali maschere fanno presumere il loro radicamento in epoche e contesti precristiani.